# 뉴기니 싱잉 도그

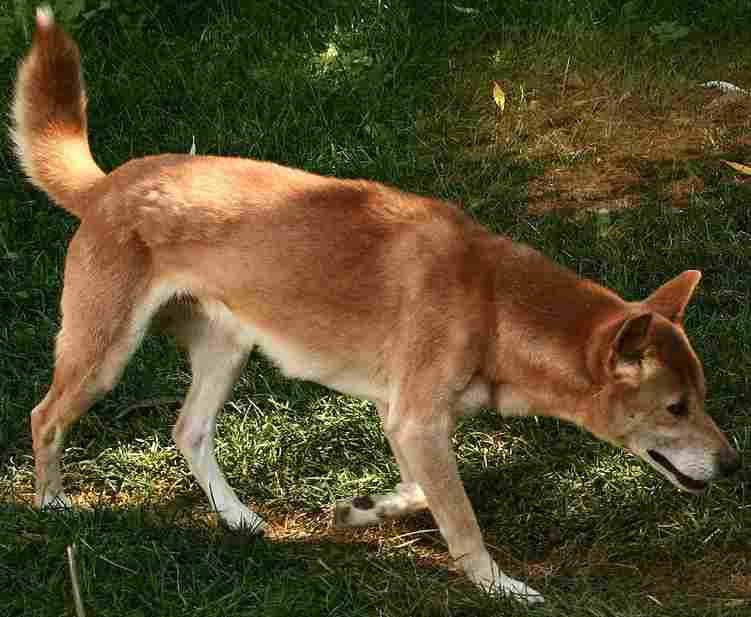

뉴기니 싱잉 도그(New Guinea singing dog) 또는 뉴기니 하이랜드 도그(New Guinea Highland dog, Canis lupus hallstromi)는 뉴기니섬의 뉴기니 하이랜드에서 발견된 고대 개 혈통이다. 한때 "Canis hallstromi"라는 이름으로 별도의 종으로 간주되었지만 오스트레일리아 딩고와 밀접한 관련이 있다. 개는 개과 중에서 상대적으로 특이하다. 개의 이름에서 알 수 있듯이 특이한 "요들"과 같은 발성 스타일로 유명하다.
1989년에 호주의 포유류학자 팀 플래너리(Tim Flannery)는 텔레포민 지구(Telefomin District)에서 검은색과 황갈색의 개 사진을 찍었다. 그는 이 개들이 산에서 지역 부족민들과 함께 살았으며, 야생 개체군은 스타 산맥(Star Mountains)과 와튼 산맥(Wharton Range)의 고산 및 아고산 초원에 살았다는 점에 주목했다. 이 사진은 그의 저서 '뉴기니의 포유류'(Mammals of New Guinea)에 게재됐다. 2012년, 호주 야생 모험 가이드 톰 휴잇(Tom Hewett)은 인도네시아 서부 파푸아의 푼착 만달라 지역에서 황갈색의 두꺼운 털을 가진 개 사진을 찍었다. 2016년 문헌 검토에서는 뉴기니 싱잉 도그 집단 내에서 가능한 최초의 개가 야생 동물이었다는 확실한 증거를 찾지 못했다. 계속해서 여러 세대에 걸쳐 강아지들이 마을 주민의 일원으로 키워져 집에서 기르는 개가 되었다.
2020년 한 유전학 연구에서는 뉴기니 하이랜드 야생개(New Guinea Highland wild dogs)가 유전적으로 딩고(Dingo)와 뉴기니 싱잉 도그(New Guinea Singing Dog)의 기초가 되며, 따라서 둘 다의 잠재적 창시자라는 사실이 밝혀졌다.